# Echinoderes aspinosus
Echinoderes aspinosus là một loài của ngành rồng bùn lần đầu tiên được tìm thấy ở các vùng ven biển và vùng dưới triều các địa điểm xung quanh Bán đảo Triều Tiên và tại Biển Hoa Đông.